# Фабио Роваци
Фабио Пиколроваци (итал. Fabio Piccolrovazzi), познатији као Фабио Роваци (итал. Fabio Rovazzi; Милано, 18. јануар 1994), италијански је репер, певач и глумац.

## Дискографија
Дискографија обухвата 1 концертни албум, 4 написана сингла, албуме за инострано тржиште.

### Албуми Ровација и пријатеља
- Volare — Роваци и Ђани Моранди (4 платинаста признања у Италији, 2 златна у Немачкој, 1 златно у Шпанији)

### Синглови
- Andiamo a Comandare (6 платинастих у Италији, 1 платинасто у Немачкој, 1 златно у Шпанији)
- Tutto molto interessante (3 платинаста у Италији, 2 платинаста у Немачкој, 2 платинаста у Шпанији)